# Contea di Sweet Grass
La contea di Sweet Grass (in inglese Sweet Grass County) è una contea del Montana, negli Stati Uniti. Il suo capoluogo amministrativo è Big Timber.

## Storia
Attraverso la contea passarono molti personaggi noti del passato tra i quali l'esploratore William Clark nel 1806 seguendo il corso del fiume Yellowstone per raggiungere Meriwether Lewis per proseguire la loro scoperta dell'ovest. Parte della contea era inclusa nella riserva indiana dei Crow fino al 1880. La linea ferroviaria della Northern Pacific attraversò la contea negli anni ottanta del XIX secolo e una decina di anni dopo alcuni immigrati norvegesi iniziarono a stabilirsi nell'area dell'attuale Melville. Bovini, ovini e miniere hanno giocato un ruolo fondamentale per lo sviluppo economico della contea.
La Contea di Sweet Grass venne istituita nel 1895 da parti delle contee di Park, Meagher e di Yellowstone. Tra il 1910 ed il 1920 alcune parti della contea vennero dedotte per creare le contee di Stillwater, Wheatland e di Golden Valley. La forma dei suoi confini attuali risalgono al 1920.

## Geografia fisica
La contea ha un'area di 4.823 km² di cui lo 0,37% è coperto d'acqua. Confina con le seguenti contee:
- Contea di Wheatland - nord
- Contea di Golden Valley - nord-est
- Contea di Stillwater - est
- Contea di Park - sud-ovest
- Contea di Meagher - nord-ovest

### Evoluzione demografica

Situazione demografica

## Città principali
- Big Timber
- Greycliff
- Melville

## Strade principali
- Interstate 90
- U.S. Route 191